# 大久保忠元
大久保忠元（おおくぼ ただもと）は、大久保玄蕃知行所の6代目領主、上級旗本。寛延2年（1749年）12月22日、15歳で家督を継ぎ6000石を知行した人物である。文化15年（1818年）1月29日没。通称は玄蕃。

## 生涯
- 寛延2年（1749年）
  - 12月22日 15歳で家督を継ぐ[2]
- 宝暦13年（1763年）
  - 12月19日 10代将軍徳川家治に御目見[2]
- 明和元年（1764年）駿府加番を勤める[4]
- 明和5年（1768年）
  - 12月10日 [[[中奥小姓|中奥の小姓]]になる[2]
- 明和8年（1771年）
  - 5月16日 従五位下・玄蕃頭に叙任[2]
- 安永5年（1776年）
  - 4月 日光山詣に従いてたてまつる[2]
- 天明元年（1781年）
  - 閏5月26日 小姓組番頭[2]
- 天明2年（1782年）
  - 1月3日 陪膳の儀を失し、出仕をとどめられる[2]が1月12日に許される[2]
  - 11月15日 戸田忠寛が大坂城代になり、仰せつけを伝えるため大坂に赴く[2]
- 天明3年（1783年）
  - 11月8日 書院番頭[2]
- 天明7年（1787年）
  - 2月23日 忠元らはその職に適していないと言われ、不束の至りで職を奪われ、出仕をとどめられるが4月29日に許される[2]
- 寛政3年（1791年）
  - 4月26日 家督を忠陽に譲って隠居[2]
- 文化15年（1818年）
  - 1月29日亡くなる[1]

## 玄蕃頭叙任祝
明和8年（1771年）5月、大久保忠元が従五位・下玄蕃頭に叙任するにあたり、西領7か村（方ノ上村、坂本村、中里村、中村、馬場村、花沢村、小浜村）惣代の熊八が祝うために江戸に行った。その際、大久保家の家臣にお茶など様々な贈り物を送っている。西領7村で負担するための贈り物の合計金額は3両7分73文であった。